# Eugène-Melchior de Vogüé

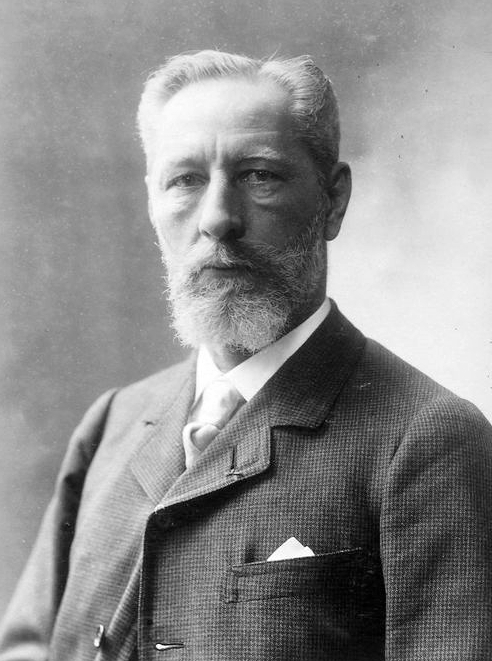
Eugène-Melchior de Vogüé

Der Vicomte Marie-Eugène-Melchior de Vogüé (* 24. Februar 1848 in Nizza; † 24. März 1910 in Paris) war ein französischer Diplomat und Literat.

## Leben
De Vogüé wuchs auf dem Château de Gourdan in der Gemeinde Saint-Clair bei Annonay auf. Er kämpfte freiwillig im Deutsch-Französischen Krieg (1870/71) und wurde bei der Schlacht von Sedan verletzt. Nach seiner Gesundung begann er eine diplomatische Karriere als Botschaftsattaché in Konstantinopel unter seinem Onkel Melchior de Vogüé. Dann war er Botschaftssekretär in Kairo und St. Petersburg, wo er am 25. Januar 1878 in der Kapelle des zaristischen Winterpalasts Alexandra Annenkow heiratete, Tochter von General Nicholas Annenkow und Schwester von Michail Nikolajewitsch Annenkow, dem Erbauer der Transkaspischen Eisenbahn. Das Paar bekam drei Söhne.
De Vogüé verließ 1882 den diplomatischen Dienst und begann zu schreiben. Schon als Diplomat hatte er mit Syrie, Palestine, Mont Athos (1876) und Histoires orientales (1880) zwei wichtige Bücher veröffentlicht, bevor er 1886 sein Hauptwerk Le Roman russe schrieb, das in Frankreich lange das Bild von der intellektuellen russischen Oberschicht prägte und das literarische Werk Russlands des 19. Jahrhunderts in Frankreich bekannt machte. Seine Romane Le Maître de la Mer und Les Morts qui parlent wurden später in die Anthologie Collection Nelson aufgenommen. Außerdem übersetzte er zahlreiche russische Schriftsteller in die französische Sprache und machte Dostojewski einem größeren französischen Publikum bekannt. Mit nur 40 Jahren wurde der Vicomte 1888 in die Académie française gewählt. Ab 1889 war er korrespondierendes Mitglied der Russischen Akademie der Wissenschaften in Sankt Petersburg. De Vogüé schrieb regelmäßig für die Revue des Deux Mondes und das Journal des débats.
Von 1893 bis 1898 wagte er als Abgeordneter für das Département Ardèche in der französischen Abgeordnetenkammer einen Ausflug in die Politik. Seine Schwerpunkte in dieser Zeit waren die Unterstützung der katholischen Soziallehre von Leo XIII. in der Dritten Französischen Republik und die französische Kolonialpolitik. Als Dreyfus-Gegner war er um die Jahrhundertwende Mitglied der antidreyfusardischen Ligue de la patrie française.

## Werke
| - Syrie, Palestine, Mont-Athos, 1876 - Vangehli, 1877 - Boulacq et Saqquarah, 1879 - Chez les Pharaons, 1879 - Histoires orientales, 1880 - Les Portraits du siècle, 1883 - Le fils de Pierre le Grand, 1884 - Mazeppa, 1884 - Histoires d’hiver, 1885 - Le Roman russe, 1886 - Souvenirs et visions, 1887 - Le portrait du Louvre, 1888 - Remarques sur l’exposition du centenaire, 1889 - Le manteau de Joseph Olenine, 1890 - Spectacles contemporains, 1891 | - Regards historiques et littéraires, 1892 - Heures d’histoire, 1892 - Cœurs russes, 1893 - Notes sur le Bas-Vivarais, 1893 - Cœurs russes, 1894 - Devant le siècle, 1896 - Jean d'Agrève, 1897 - Histoire et poésie, 1898 - Les morts qui parlent, 1899 - Le rappel des ombres, 1900 - Pages d’Histoire, 1902 - Le Maître de la mer, 1903 - Sous l'horizon, 1904 - Maxime Gorki, 1905 - Les Routes, 1910 |

1932 veröffentlichte Félix de Vogüé mit Journal du vicomte Eugène-Melchior de Vogüé: Paris, Saint-Pétersbourg 1877–1883 (Les Cahiers Verts, Paris) das Tagebuch seines Vaters.